# Блеквенн, Вильгельм
Вильгельм Блеквенн (нем. Wilhelm Bleckwenn; 21 октября 1906 — 10 мая 1989) — немецкий военачальник, генерал-майор вермахта, командующий 1-й дивизией морской пехоты во время Второй мировой войны. Кавалер Рыцарского креста Железного креста с Дубовыми листьями, высшего ордена нацистской Германии. Взят в плен британскими войсками в 1945 году. Освобождён из плена в 1947 году.

## Награды
- Медаль «За сооружение Атлантического вала» (20 марта 1940)
- Железный крест (1939)
  - 2-го класса (21 марта 1940)
  - 1-го класса (1 июля 1940)
- Нагрудный штурмовой пехотный знак в серебре (1 июля 1940)
- Нагрудный знак «За ближний бой»
  - в бронзе
  - в серебре
- Нагрудный знак за ранение (1939)
  - в чёрном (10 сентября 1941)
  - в серебре (20 августа 1943)
- Медаль «За зимнюю кампанию на Востоке 1941/42» (20 августа 1942)
- Немецкий крест
  - в золоте (14 апреля 1942)
- Рыцарский крест Железного креста с Дубовыми листьями
  - Рыцарский крест (6 апреля 1944)
  - Дубовые листья (18 октября 1944)